# 南荡
南荡是一个位于中国江苏省兴化市的淡水湖，面积约为2.7平方千米，属于淮河区。它的一级流域为淮河流域，二级流域为淮河干流水系。